# Vitry-sur-Seine
Vitry-sur-Seine är en kommun i departementet Val-de-Marne i regionen Île-de-France i norra Frankrike. Kommunen är chef-lieu över 3 kantoner som tillhör arrondissementet Créteil. År 2022 hade Vitry-sur-Seine 95 282 invånare.

## Befolkningsutveckling
Antalet invånare i kommunen Vitry-sur-Seine
| Referens: INSEE |

## Kända personer från orten
- Jimmy Briand
- David Fleurival
- Jimmy Kébé
- 113, Rappare
- Richard Massolin
- Jérémy Menez
- Maguy Nestoret
- Rohff, Rapper
- Romain Rdboom Tito Bamy
- Charlinho Fofana